# ليسونية
ليسونية (الاسم العلمي: Lessonia)، جنس من طحلب الكلب موطنه جنوب المحيط الهادئ. يقتصر وجوده على نصف الكرة الجنوبي وينتشر على طول سواحل أمريكا الجنوبية، ونيوزيلندا، وتسمانيا، وجزر القارة القطبية الجنوبية. وصف الجنس لأول مرة من قبل جان بابتيست بوري دي سانت فنسنت في عام 1825.
اسم جنس ليسونية مُهدى لرينيه بريمفير ليسن (1794–1849)، الذي كان جراحًا فرنسيًا، وعالم طبيعة، وعالم طيور، وعالم زواحف وبرمائيات.
هو أحد الجنسين الرئيسيين في غابات طحلب الكلب (والآخر هو السفليج). في تشيلي، يعد الحفاظ على طحلب الكلب ليسونية أمرًا مهمًا للمساعدة في الحفاظ على التنوع الأحيائي الموجود على الشواطئ الصخرية. من خلال دراسة حول حصاد (جني) هذه المجموعات البرية من طحلب الكلب ليسونية، استطاع علماء الأحياء البحرية تحليل آثار هذا النشاط على الحياة البرية.
يوجد في نيوزيلندا أربعة أنواع على الأقل تنتمي إلى هذا الجنس. عُثر على L. tholiformis فقط في جزر تشاتام. وعُثر على L. adamsiae فقط في جزر سناريس.
بعض الأنواع لها أهمية اقتصادية، مثل Lessonia nigrescens، الذي يُحصد من أجل الحمض الطحلبي

## الأنواع
- Lessonia adamsiae
- Lessonia brevifolia
- Lessonia corrugata
- Lessonia frutescens
- Lessonia nigrescens
- Lessonia searlesiana
- Lessonia tholiformis
- Lessonia trabeculata
- Lessonia vadosa
- Lessonia variegata